# إدي هنتر (لاعب كرة قاعدة)
إدي هنتر (بالإنجليزية: Eddie Hunter)‏ هو لاعب كرة قاعدة أمريكي، ولد في 6 فبراير 1905 في بلفيو في الولايات المتحدة، وتوفي في 14 مارس 1967 في Colerain, Ohio ‏ في الولايات المتحدة.

## وصلات خارجية
- إدي هنتر على موقعبيزبول رفرنس.كوم (الدوري الرئيسي) (الإنجليزية)